# Csonka Ferenc (vitorlázópilóta)
Csonka Ferenc (1929–) magyar mérnök, vitorlázórepülő, berepülőpilóta, sportoló.

## Életpálya
1949-ben a Műegyetemen gépészmérnöknek készült, majd harmadévesen a hadmérnöki karon folytatta, ahol 1953-ban repülőmérnöki oklevelet szerzett. A diploma megszerzése után – a hadmérnöki kar megszűnéséig – tanársegéd lett az egyetemen. A budaörsi repülőgép-javító vezető mérnöke, később a Központi Fizikai Kutatóintézet mérnöke. A tudományos munkát követően az MHSZ repülőszakágának főmérnöke lett. Nyugdíjazását követően Esztergomba, a régi Rubik-gyárban (osztrák tulajdon) harminc motoros vitorlázógép gyártását vezette.
A Hármashatárhegyen a csúzlis korszak volt a kezdet. 1947. augusztus 20-án lőtték először a (pár méter) magasba.
1949-ben C vizsgát tett. 1956-ban első versenyén a 4. helyet szerezte meg. Közel egy évtizeden keresztül volt a válogatott tagja.

## Sportegyesületei
- MÁV Repülő Klub
- MALÉV Repülőklub

## Sporteredmények
- 1954-ben megrepülte az ezüstkoszorús követelmény,
- 1958-ban kétüléses géppel 200 kilométeres céltávon sebességi rekordot ért el,
- 1960-ban 200 kilométeres háromszögrepülésen ért el sebességi rekordot,
- 1964-ben 420 kilométeres hurokrepüléssel állított fel rekordot,

### Magyar bajnokság
Kétszeres nemzeti bajnok 1965-ben és 1969-ben.

## Külső hivatkozások
- Csonka Ferenc. mebsz.hu. [2014. március 12-i dátummal az eredetiből archiválva]. (Hozzáférés: 2014. március 12.)